# بلاكزيلينز
بلاكزيلينز (بالإنجليزية: Blackzilians)‏ كان فريقًا محترفًا من المقاتلين في فنون القتال المختلطة والملاكمة والكيك بوكسينغ ومصارعة الهواة ومصارعة الإمساك الواقعة في جنوب فلوريدا. ضم الفريق أبطال يو إف سي السابقين رشاد إيفانز وفيتور بلفور وإيدي ألفاريز وكامارو عثمان.